# Jon Blair
Jon Blair (* Oktober 1950 in Südafrika als Jonathan Roy Blair) ist ein britischer Filmproduzent, Filmregisseur, Drehbuchautor und Filmemacher der 1996 mit einem Oscar ausgezeichnet wurde.

## Biografie
Blair besuchte von 1969 bis 1974 die London School of Economics and Political Science (LSE) sowie die Stockton University. Er gründete 1985 Jon Blair Films, deren Direktor er bis heute ist. Von 2011 bis 2013 war Blair Past Manager bei Al Jazeera.
1983 machte Blair mit dem Fernsehfilm Schindler mit Dirk Bogarde und Ben Kingsley auf sich aufmerksam, in dem er die komplexe Figur des Oskar Schindler mittels Archivmaterial und intimer Interviews mit Holocaust-Überlebenden, die Schindler kannten, untersuchte. Eine der Interviewten war die schwer kranke Ruth Irene Kalder, frühere Lebensgefährtin von Amon Göth, dem Lagerkommandanten des KZ Płaszów. Einen Tag nach Blairs Interview beging Kalder Suizid. Ihre Tochter Monika Göth äußerte sich später überzeugt davon, dass Blairs Interview der Auslöser für die Tat gewesen sei. Der Film wurde mit dem BAFTA Award ausgezeichnet. Steven Spielbergs Spielfilm Schindlers Liste entstand erst zehn Jahre später.
Bekannt wurde Blair vor allem durch seinen vielfach preisgekrönten Dokumentarfilm Anne Frank – Zeitzeugen erinnern sich aus dem Jahr 1995, für den er unter anderem mit dem Oscar ausgezeichnet wurde. In dem Film kommen Zeitzeugen, also Personen, die Anne Frank gekannt haben, wie beispielsweise ihre Helferin im Versteck Miep Gies, zu Wort. Zudem enthält der Film seltene Archivaufnahmen aus dem Durchgangslager Westerbork und dem KZ Auschwitz-Birkenau.
Eine weitere wichtige Arbeit Blairs ist die dreifach preisgekrönte Dokumentation Reporters at War, in der Blair „die Wahrheit hinter den Nachrichten und die Geschichte der Kriegsberichterstattung, die schon vor vielen Jahren ihre hemingwaysche Abenteuerromantik verloren hat“, zeigt.
Für seine Verdienste um die Filmwelt wurde Blair in der Queens Birthday Honours List mit dem Commander of the Order of the British Empire (CBE) ausgezeichnet. Zu seinen Auszeichnungen gehört weiter ein Amnesty International Media Award und ein Robert F. Kennedy Journalism Grand Prize sowie ein Ehrendoktortitel für seinen Beitrag zur Aufklärung über Menschenrechte von der Richard Stockton University.

## Filmografie (Auswahl)
- 1979: Tonight (Fernsehserie Folge Tonight Special: Don’t Be Silly; Studiodirektor)
- 1979–1982: This Week (Fernsehserie; Regie)
- 1980/1981: TV Eye (Fernsehserie, 9 Folgen; Produzent)
- 1983: Schindler (Schindler: The Documentary, Fernsehfilm; Drehbuch, Regie, Produzent)
- 1984: Untersuchungen im Fall Steve Biko (The Biko Inquest; Fernsehfilm; Dramatisierung)
- 1984–1986: Spitting Image (Fernsehserie, Ausführender Produzent, Produzent)
- 1986: Biko (Fernsehfilm; Mitwirkung am Drehbuch)
- 1986: Spitting Image: Down and Out in the White House (Fernsehfilm; Ausführender Produzent)
- 1987: Do Mean There Are Still Real Cowboys? (Fernsehfilm; Vorlage, Regie)
- 1987: Dispatches (Fernsehserie, Folge S1/E7 Kimberley Carlile – Falling Through the Net; Drehbuch, Regie, Produzent)
- 1987: Spitting Image: The Ronnie and Nancy Show (Fernsehfilm; Ausführender Produzent)
- 1987: Spitting Image: The 1987 Movie Awards (Fernsehspecial; Ausführender Produzent)
- 1988: American Experience (Fernsehserie, Folge S1/E6 Do You Mean There Are Still Reall Cowboys; Autor, Regie, Produzent)
- 1989: The Stone Age (Fernsehfilm; Produzent)
- 1990: First Tuesday (Fernsehserie; Folge S8/E4 Driven to the Limit/Liquid Cosh; Produzent)
- 1990: Dunrulin (Fernsehfilm; Produzent)
- 1991: Packet of Three (Fernsehserie; Folgen S1/E1 und S1/E7; Produzent)
- 1992: Monster in a Box (Produzent)
- 1992: Packing Them In (Fernsehserie, Folgen S1/E1^und S1/E8; Ausführender Produzent)
- 1993: Drug-Taking and the Arts (Produzent)
- 1994: Blue Heaven (Fernsehserie, Folge S1/E6; Ausführender Produzent)
- 1995: Anne Frank – Zeitzeugen erinnern sich (Anne Frank Remembered; Drehbuch, Regie, Produzent)
- 2001: bin Laden: The Early Years (Fernsehfilm; Drehbuch, Regie, Produzent)
- 2002: The Age of Terror: A Survey of Modern Terrorism (Miniserie; Drehbuch, Regie, Produzent)
- 2003: Reporters at War (Fernsehserie; Drehbuchautor, Regie, Produzent)
- 2005/2006: Countdown des Schreckens (Zero Hour, Fernsehserie, 2 Folgen; Drehbuchautor, Regie, Produzent)
- 2006: Dawn French’s Girls Who Do: Comedy (Fernsehserie, 3 Folgen; Regie, Produzent)
- 2006: More Dawn French’s Girls Who Do: Comedy (Fernsehserie, 5 Folgen; Regie, Produzent)
- 2007: South Africa: Murder Most Foul (Regie, Produzent)
- 2007: Murder Most Foul (Fernsehfilm; Vorlage, Regie, Produzent)
- 2008: Ochberg’s Orphans (Kurzfilm; Vorlage, Regie, Produzent)
- 2009: Dancing with the Devil (Regie, Produzent)
- 2011: Bahrain: Shouting in the Dark (Ausführender Produzent)
- 2011: Slavery: A 21st Century Evil (Fernsehserie; Ausführender Produzent)
- 2012: The Isle of Man TT: A Dangerous Addiction (Ausführender Produzent)
- 2012: The House Fata Didn’t Build (Fernsehfilm; Ausführender Produzent)
- 2021: Der Fall Nawalny: Putins Killern auf der Spur (The Man Putin Couldn’t Kill; Autor, Regie)
- 2022: ITV Exposure (Fernsehserie S12/E1 Falklands: Island of Secrets; Regie)
- 2022: Two Daughters (Fernsehfilm; Ausführender Produzent)
- 2023: At Time to Die (Regie, Produzent)
- 2024: Growing Up Jewish (Ausführender Produzent)

## Auszeichnungen
BAFTA Awards
- 1984: Gewinner des Flaherty Documentary Award (TV) für und mit Schindler: The Documentary
- 1985: Nominiert für den BAFTA TV Award in der Kategorie „Bestes leichtes Unterhaltungsprogramm“ für und mit Spitting Image – gemeinsam mit Tony Hendra und John Lloyd
- 1996: Nominiert für den Flaherty Documentary Award (TV) für und mit Anne Frank – Zeitzeugen erinnern sich
- 2012: Nominiert für den BAFTA TV Award in der Kategorie „Bestes aktuelles Programm“ für und mit Bahrain: Shouting in the Dark – gemeinsam mit Tuki Laumea und May Ying Welsh

CableACE Awards
- 1985: Nominiert für den ACE in der Kategorie „Comedy Spezial“ für und mit Spitting Image – gemeinsam mit John Lloyd
- 1995: Gewinner des CableACE in der Kategorie „Bester Dokumentarfilm Spezial“ für und mit Anne Frank – Zeitzeugen erinnern sich
- 1995: Nominiert für den CableACE in der Kategorie „Autor für einen Dokumentarfilm Spezial“ für und mit Anne Frank – Zeitzeugen erinnern sich
- 1995: Nominiert für den CableACE in der Kategorie „Beste Regie bei einem Dokumentarfilm Spezial“ für und mit Anne Frank – Zeitzeugen erinnern sich

Grammy Awards 1988
- Gewinner eines Grammy in der Kategorie „Bestes Konzept-Musikvideo“ für und mit Land of Confusion – gemeinsam mit Genesis, John Lloyd, James Yukich, Phil Collins und Mike Rutherford

International Documentary Film Festival Amsterdam (IDFA) 1995
- Gewinner der Wisselzak Trophy für und mit Anne Frank – Zeitzeugen erinnern sich

Hamptons International Film Festival 1995
- Gewinner in der Kategorie „Bester Dokumentarfilm“ für und mit Anne Frank – Zeitzeugen erinnern sich

Chicago International Film Festival 1995
- Gewinner Goldplakette in der Kategorie „Bester Dokumentarfilm“ für und mit Anne Frank – Zeitzeugen erinnern sich

Academy Awards 1996
- Ausgezeichnet mit dem Oscar in der Kategorie „Bester Dokumentarfilm (Langform)“ für und mit Anne Frank – Zeitzeugen erinnern sich

International Documentary Association
- 1996: Gewinner IDA Award in der Kategorie „Beste Dokumentarfilme“ für und mit Anne Frank – Zeitzeugen erinnern sich
- 1996: Gewinner IDA Award in der Kategorie „Hervorragende Leistung“ für und mit Anne Frank – Zeitzeugen erinnern sich
- 2012: Nominiert für den IDA Award in der Kategorie „Beste limitierte Serie“ für und mit Slavery: A 21st Century Evil (2011) – gemeinsam mit David Hickman, Tim Tate und Tom Phillips
- 2012: Nominiert für den Video Source Award für und mit Hussein Elrazzaz (Regie, Produzent, Autor): The Family

News & Documentary Emmy Awards 2005
- Gewinner Emmy in der Kategorie „Bestes historisches Progamm (Langform)“ für und mit Reporters at War – gemeinsam mit Bettina Hatami, Diana Sperrazza und Brian Woods

New York Film Festival 2005
- Gewinner Gold Medal für und mit Reporter at War